# 近点引数

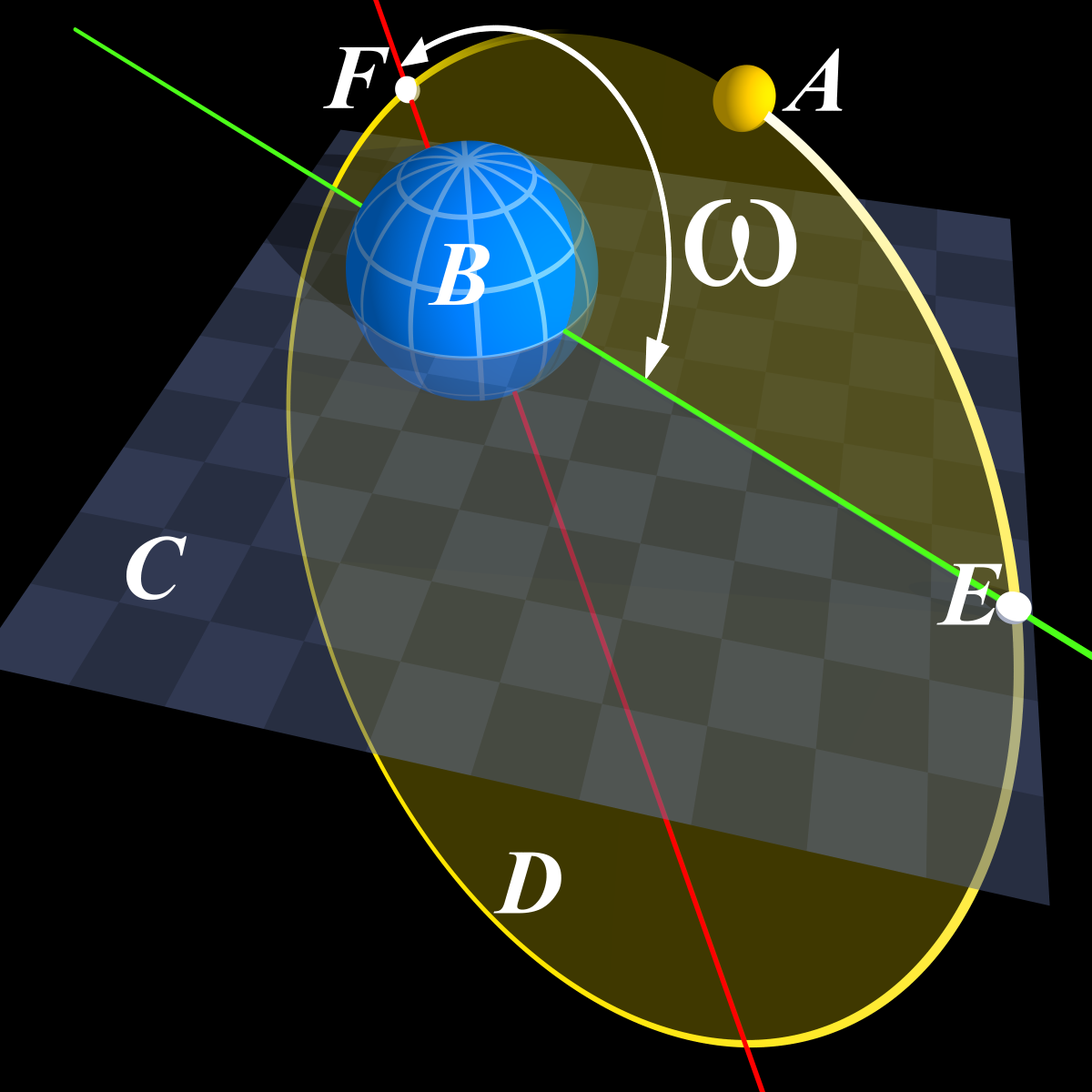
ωが近点引数

近点引数(きんてんひきすう、英語: argument of periapsis) は、軌道要素の1つで、天体の運動する方向にそって、昇交点から近点まではかった角度。記号はω。特に、太陽周回軌道に対しては近日点引数（argument of perihelion）、地球周回軌道に対しては近地点引数（argument of perigee）という。
近日点引数だけ昇交点黄経を回転させると、近日点黄経になる。